# Hargicourt (Somme)
Hargicourt is een voormalige gemeente in Frankrijk. De plaats maakt deel uit van de  gemeente Trois-Rivières in het departement Somme in de regio Hauts-de-France.

## Geschiedenis
De gemeente werd op 1 januari 2019 samengevoegd met de gemeenten Contoire en Pierrepont-sur-Avre tot de commune nouvelle Trois-Rivières.

## Geografie
De oppervlakte van Hargicourt bedraagt 5,2 km², de bevolkingsdichtheid is 76 inwoners per km².

## Verkeer en vervoer
Tussen Hargicourt en Pierrepont-sur-Avre ligt het spoorwegstation Hargicourt-Pierrepont.

## Demografie
Onderstaande figuur toont het verloop van het inwonertal.
Contoire · Hargicourt · Pierrepont-sur-Avre